# 胡靖 (明鄭)
胡靖，明末江西臨川人，崇禎十五年壬午科武舉人，為鄭成功的部將，授遊兵鎮總兵。
後與李昴屯兵杜潯。